# 정득은
정득은은 소위 피가름교리를 육체적 관계를 맺는 것으로 실행했다고 한다. 기성교단이 소위 이단으로 분류하는 신종교의 창시자 몇 명이 정득은의 영향을 받은 것으로 알려지고 있다.

## 종교 활동
정득은은 황국주의 광해교회 소속이었다고 한다.
신령파 교회를 찾아 평양으로 월북했던 문선명도 정득은을 만났다.
1946년경 월남한 정득은은 김백문의 이스라엘 수도원을 찾아갔고 손을 잘라 그 피를 먹이려 했지만 김백문의 거절로 이루지 못했다고 한다.
이스라엘 수도원에서 만난 방호동 모자의 후원을 받아 삼각산 집회소를 세웠다.
이무렵 정득은의 추종자 중 한 명이 박태선이었고 박태선의 집에서 영체교환 의식이 있었다고 전해진다.
1950년경 경제적 어려움과 6.25 동란으로 이곳저곳으로 피난을 다니다가 서울에 에덴유치원이란 것을 세워 구호사업을 하였다고도 한다.
1953년경 김연이라는 사람을 제자로 삼고 그의 협조로 서울 용산에 '대성심(大聖心) 기도원'이라는 단체를 세웠다.
방호동에게 받아 쓰게 했던 계시문을 1958년 '생의 원리(生의 原理)'라는 제목으로 출판하였다.
1963년에는 '신단정도회(神檀正道會)'라는 단체를 만들었다. 정확히 알려진 바는 없으나 1980년 무렵 신단정도회가 문을 닫았고 그 원인은 정득은의 사망으로 추정된다.

## 혼음 사건
정득은의 친딸은 한 탈퇴 신도에게 '자기 어머니가 인간 이하의 더러운 짓만 하고 다니므로 누구든지 자기 어머니를 가두어 주면 좋겠다'고 한탄했다고 한다. 정득은의 피갈음 실천 혼음 사건은 세계일보 김경래 기자에 의해 1957년 3월 18일자 세계일보에 보도되었다.
김경래 기자는 정득은을 직접 만나 심한 임질매독에 걸린 것을 확인하였다.
정득은은 취재 기자에게 피갈음 행위를 인정하고 자신이 한 일에 대해 성스러운 것으로 여기며 부끄러워하지 않았다고 한다.

## 같이 보기
- 황국주
- 김백문
- 박태선
- 조희성
- 구인회
- 문선명

## 참고
1. ↑  중앙일보
2. ↑  기독신문
3. ↑  신동아(2014년 5월 16일)
4. ↑  브레이크뉴스, 최중현 박사, 2017년 4월 28일
5. ↑  교회와신앙

## 참고 서적
- 한국의 종교단체 실태조사연구(국제종교문제연구소, 2000)